# Піастр

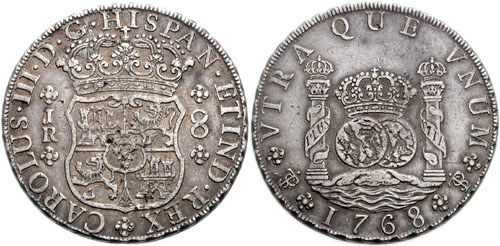
Піастр (іспанський долар) з колонами 1768 року, викарбований в Потосі

Піастр (від італ. la piastra — пластина, італ. la piastra d'argento — пластинка срібла), літерний код PT — загальна назва різних валют.
Спочатку, в XVI столітті, це була валюта Венеційської республіки. Потім піастри фр. la piastre поширилися у французьких факторіях, які, серед інших, були в Леванті (фр. Échelles du Levant), і врешті були прийняті Османською імперією (під назвою куруш, пор. укр. грош). Пізніше так називалися срібні монети Іспанії, Америки та Індокитаю.
Слово piastra (ж.р.) в італійській мові буквально означає «плитка» — первісно так називали шматочки розрізаної срібляної пластинки.

## Європа та Іспанська Америка
Прийнята в Європі назва іспанської та іспано-американської срібної монети песо (ісп. peso), що дорівнює вісьмом реалам.
Кристіан IV, король Данії та Норвегії у 1588–1648 роках, також карбував піастри з 1624 року для торгівлі Данської Ост-Індської компанії.

## Французькі колонії

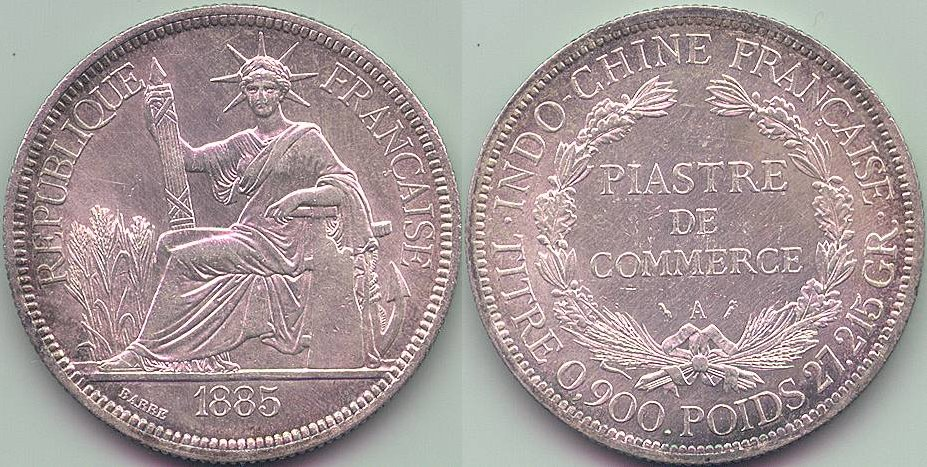
Французький Індокитай утворено лише у 1887 році, але цей піастр карбувався 1885 року

Піастром називали грошові одиниці у французькій колоніях у Південно-Східній Азії, наприклад у Південному В'єтнамі .

## Близький Схід
Османський (турецький) піастр — прийнята в Європі назва грошової одиниці Османської імперії куруш. 1687 року османський султан Сулейман II почав карбувати срібну монету куруш (араб. قرش [kiɾʃ], plural араб. قروش [kəˈruːʃ], турецька вимова: [kuˈɾuʃ]), що називалася також «турецьким піастром». Один куруш дорівнював 40 пара. У 1780-1782 роках кримський хан Шагін Ґерай карбував аналогічні монети, відомі як «кримські піастри». 1844 року османська ліра (як базова грошова одиниця) замінила куруш у співвідношенні 1 ліра = 100 курушів; пара і далі використовувалася за курсом 1 куруш = 40 пара. Піастрами називали монети у Туреччині та Єгипті, де він дорівнював сотинці (сотій частині) турецької ліри (YTL) чи єгипетського фунта (EGP), відповідно.

## Інше
- Піастром називалася грошова одиниця у Великій Колумбії, потім його замінив песо.
- Дукат Обох Сицилій, грошова одиниця Королівства Обох Сицилій, мав неофіційну назву «піастра» (італ. piastra).
- На цей час піастрами європейці називають розмінні грошові одиниці, складові 1/100 єгипетського фунта, йорданського динара, ліванського фунта, сирійського фунта, суданського фунта і південносуданського фунта.

## Галерея

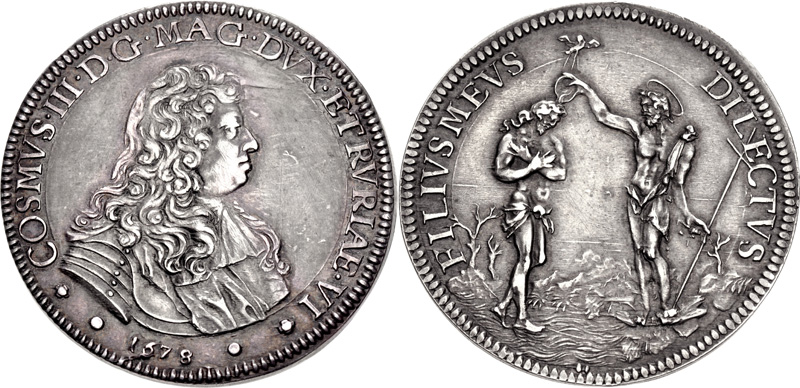
Тосканський піастр 1678 года
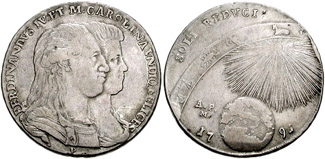
Неаполитанский піастр 1791 года
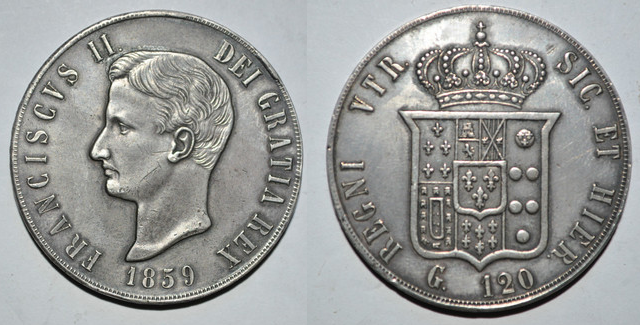
Піастр Королевства Обох Сицилій (120 грано) 1859 года
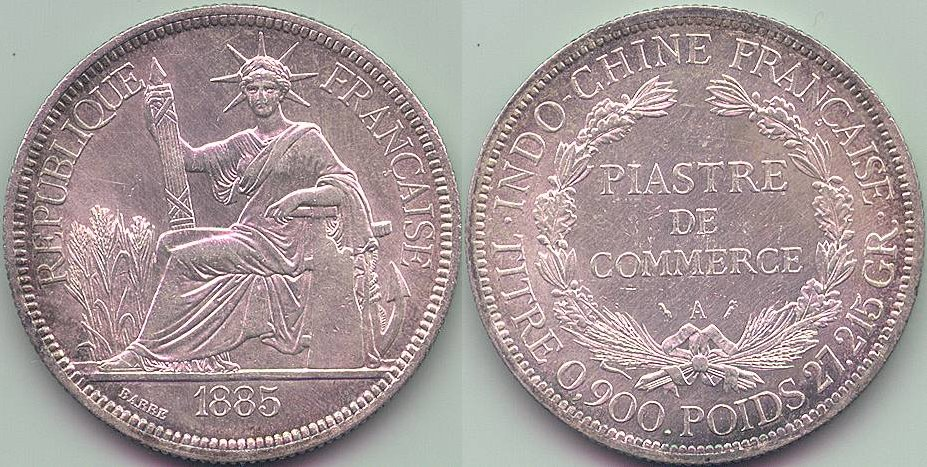
Індокитайский піастр 1885 года
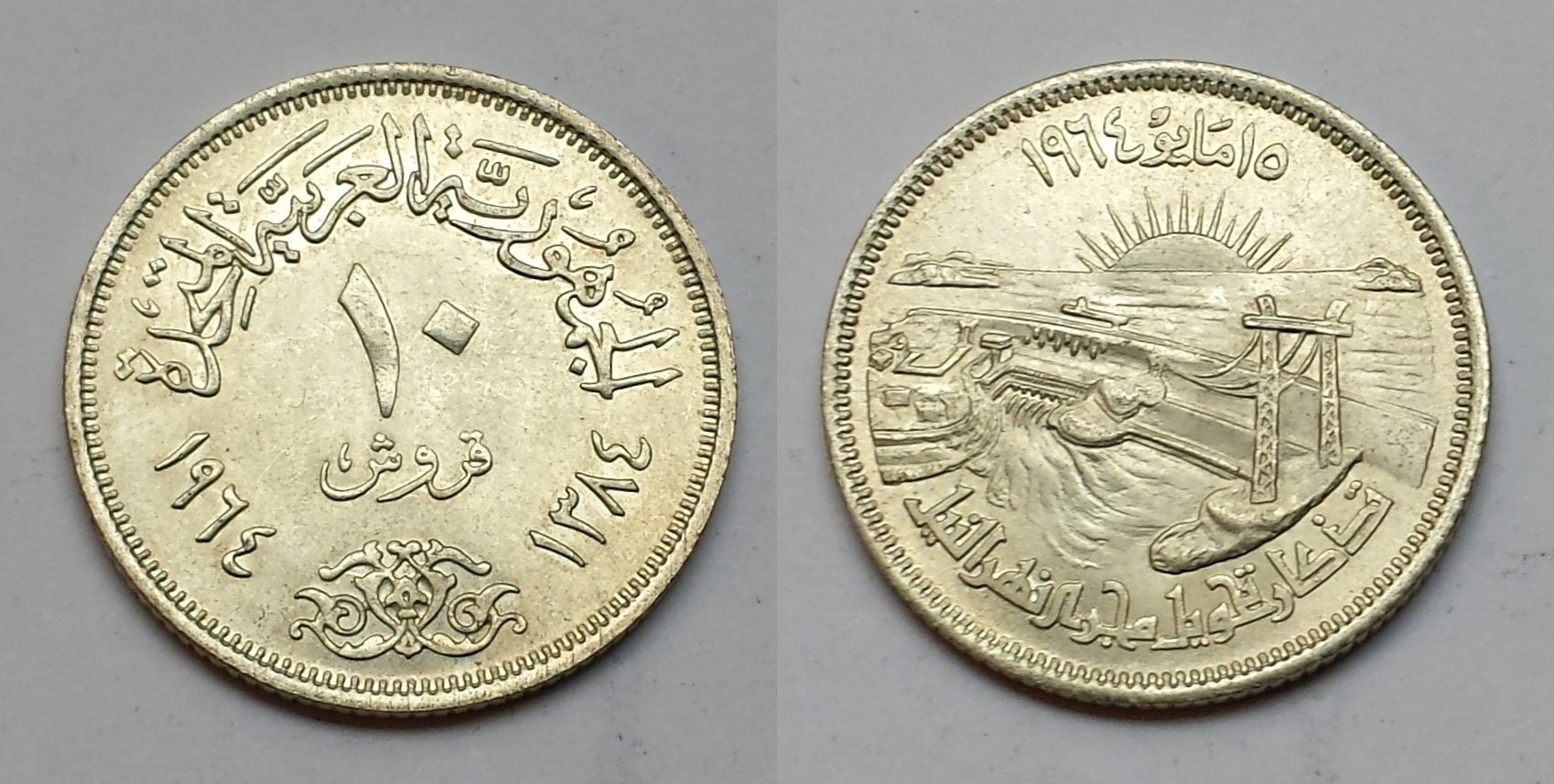
10 єгипетських піастрів 1964 року
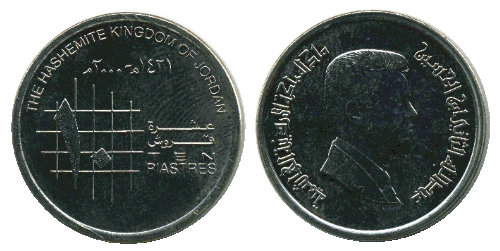
10 іорданських піастрів 2000 года
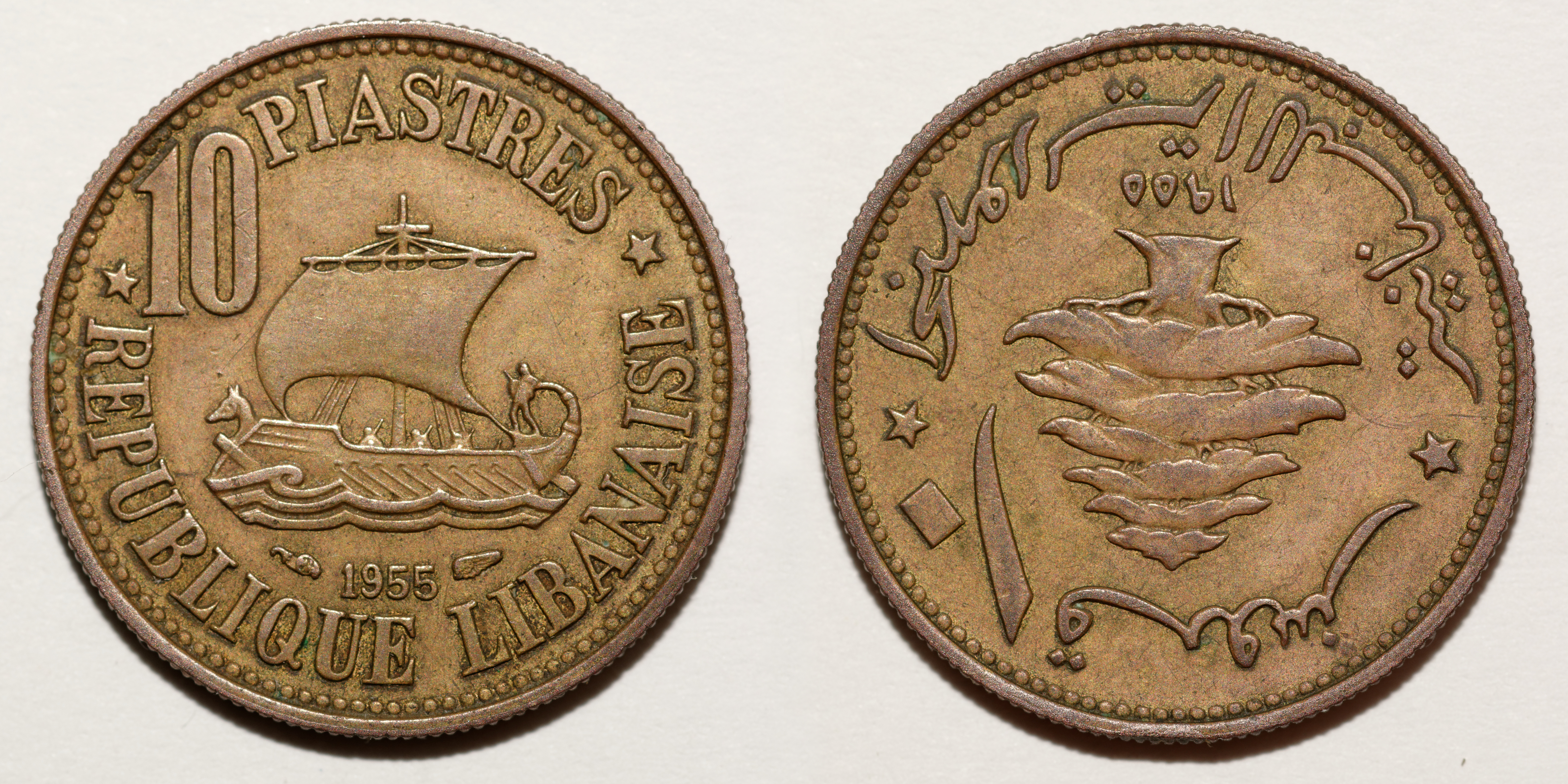
10 ливанських піастрів 1955 року